# TT (pisztoly)
A TT-pisztoly (GRAU-kódja: 56–A–132, oroszul: 7,62-мм самозарядный пистолет Токарева образца 1930 года) Fjodor Tokarev által tervezett 7,62 mm-es öntöltő pisztoly.
Az első „Tulai Tokarev-pisztolyt” 1930-ban tervezte TT–30 néven, és a fegyvert akkor rendszeresítették is a szovjet Vörös Hadseregben. 1933-ban a fegyvert áttervezte, a könnyebb gyárthatóságot szem előtt tartva; a markolat zárt lett (eredetileg hátrafelé nyitott volt), és a csövön lévő bordák körbe futottak: ez lett a TT-33. A fegyver a Colt M1911-hez hasonlóan Browning rendszerű kengyeles-bordás reteszelésű.
A TT-33 az úgynevezett Tokarev lőszerrel üzemel, ez 7,62x25 mm központi gyújtású tombakkal plattírozott acélköpenyes, ólommagvas lőszer, bizonyos gyártók esetén (pl. csehszlovák, aym, vagy bxn hüvelyfenékjelzéssel) acélmaggal.
A fegyver a szocialista országok mindegyikében elterjedt, kivéve ahol saját pisztolyt fejlesztettek erre a lőszerre, pl. Csehszlovákia.
Az acélmag választását az átütőerő növelése indokolta. A fegyver tervezésénél alapvető szempont volt az egyszerű karbantarthatóság, amit jól jellemez, hogy a részleges szétszereléshez semmilyen szerszámra nincs szükség.

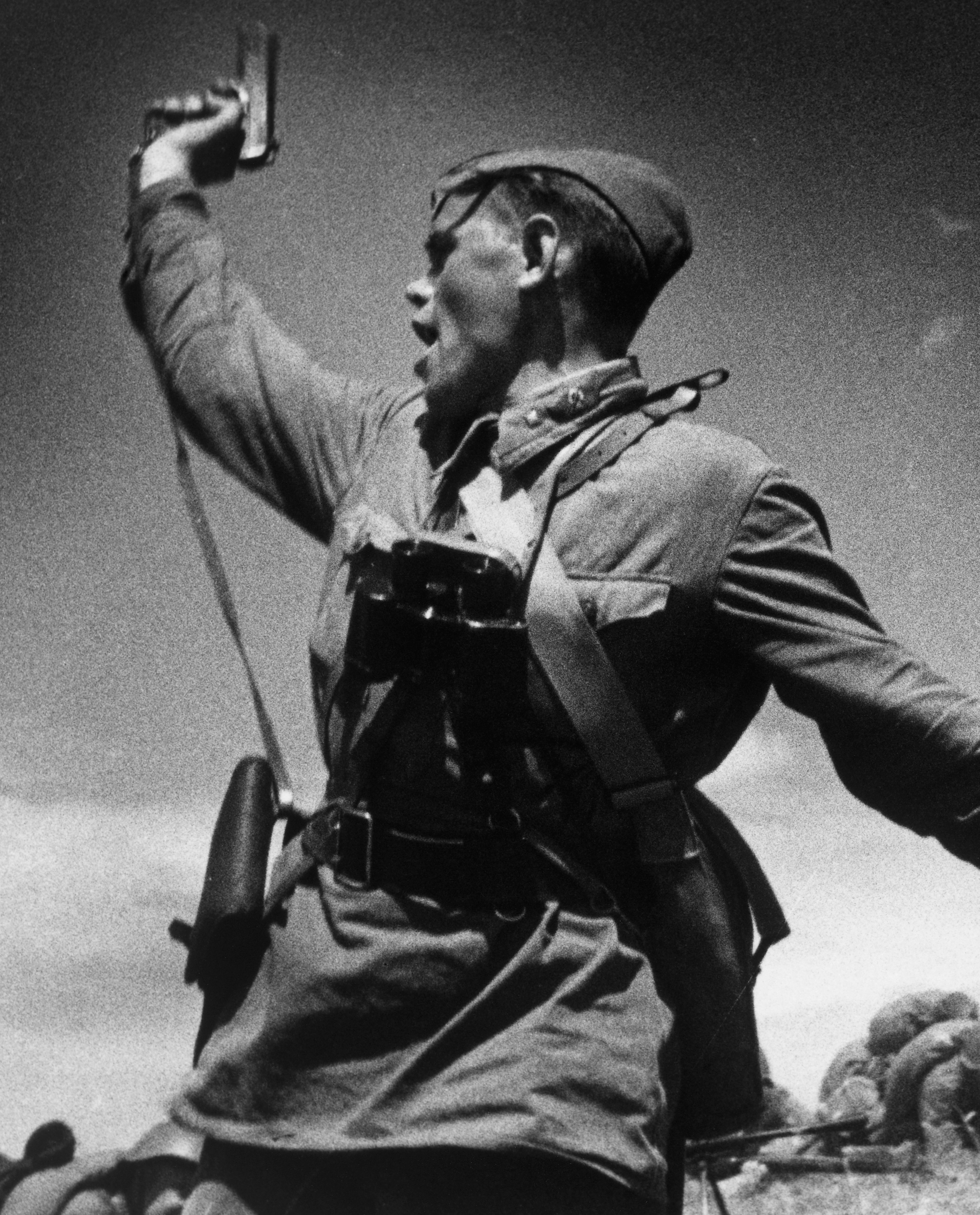
Alekszej Jerjomenko szovjet tiszt a második világháború során TT–33 pisztollyal a kezében sürgeti rohamra a katonákat, Maksz Alpert híres, Rohamra! (1942) című felvételén

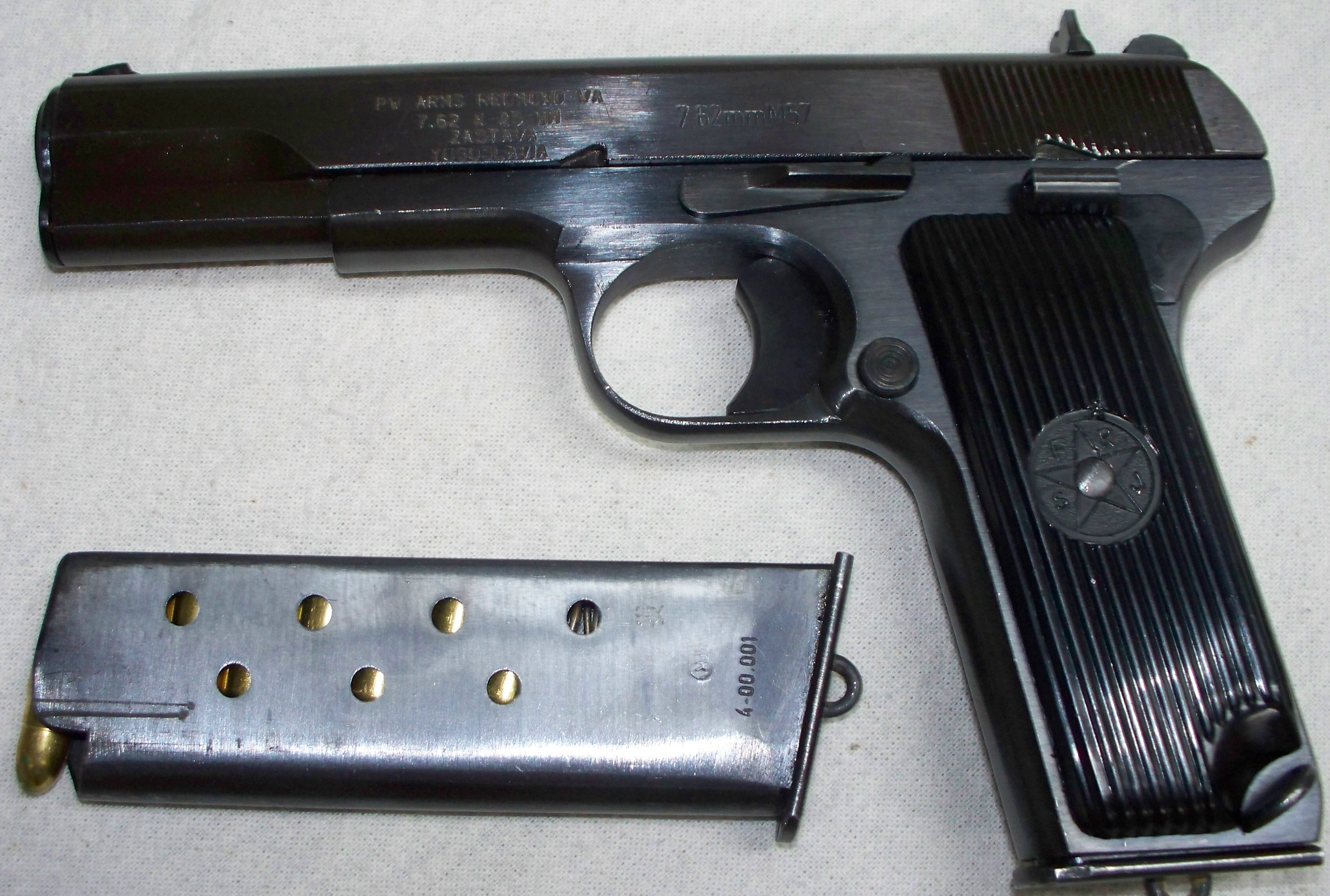
A TT pisztoly jugoszláv változata, az M57 kilenc lőszeres tárral

## Alkalmazók
- Afganisztán[1]
- Albánia[1]
- Algéria[1]
- Angola[1]
- Örményország[1]
- Azerbajdzsán[1]
- Banglades: a kínai másolatot használták.[2]
- Benin[1]
- Bissau-Guinea[1]
- Bosznia-Hercegovina[1]
- Kambodzsa[1]
- Csád[1]
- Egyiptom: az 1950-es évek óta gyártják.[3]
- Egyenlítői-Guinea[1]
- Észak-Korea: A 68-as típusú pisztoly változatát gyártották.[4][5]
- Fehéroroszország[1]
- Guinea[1]
- Grúzia[1]
- Horvátország[1]
- Irak[1]
- Kína: az 54-es típus pisztoly változatot gyártották.[6]
- Kirgizisztán[1]
- Laosz[1]
- Lengyelország: a Radom fegyvergyár gyártotta.[4] A hadsereg és a rendőrség használta, a P–64 váltotta fel az 1960-as években
- Líbia[1]
- Litvánia[1][7]
- Madagaszkár[1]
- Magyarország: helyben gyártva.[4]
- Málta[1]
- Mauritánia[1]
- Moldova[1]
- Mongólia[1]
- Montenegró[1]
- Mozambik[1]
- Pakisztán: helyben gyártva.
- Románia: helyben gyártva.[1][4]
- Sierra Leone[1]
- Szerbia[1]
- Szíria[1]
- Szomália[1]
- Szovjetunió[6]
- Uganda[1]
- Vietnám[1]
- Jugoszlávia: helyben gyártva.[4][6]
- Zambia[1]
- Zimbabwe[1]